# Pinanga tomentosa
Pinanga tomentosa är en enhjärtbladig växtart som beskrevs av Andrew James Henderson. Pinanga tomentosa ingår i släktet Pinanga och familjen Arecaceae. Inga underarter finns listade i Catalogue of Life.